# Francistown Stadium
Francistown Stadium – wielofunkcyjny stadion w Francistown w Botswanie. Został ukończony w 2009 roku. Jest używany głównie dla meczów piłki nożnej i gości domowe mecze klubu TAFIC FC. Stadion ma pojemność 27 000 osób.